# Ezio Camussi
Ezio Camussi (* 16. Januar 1883 in Florenz; † 11. August 1956 in Mailand) war ein italienischer Komponist.

## Leben und Werk
Ezio Camussi war Schüler von Giovanni Sgambati in Rom und von Jules Massenet in Paris.
Ezio Camussi komponierte die Opern La Du Barry (Mailand 1912), I fuochi di San Giovanni (Mailand 1920), Il donzello, Scampolo (Triest 1925), Principessa lontana. Zudem schrieb er Baletto sinfonico, Pantomina romantica, Riflesi  Goldoniani, 5 Pezzi lirici für Orchester, Fantasticherie für kleines Orchester, Gl’Intermezzi giocosi für Puppentheater, Scene medievali für Violine und Orchester.